# 安豪栄
安豪栄（アン・ホヨン、1956年7月5日 - ）は韓国の外交官。

## 経歴
通商のスペシャリスト。2011年から2012年までは在ベルギー・欧州連合大韓民国大使を務めた。2013年6月から2017年10月まで駐米韓国大使を務めた。